# Babbeltruc
Een babbeltruc is een oplichtingstruc waarbij mensen aan de deur of op straat worden opgelicht of beroofd met behulp van een smoes. De smoes dient om wantrouwen weg te nemen en een opening te creëren voor de diefstal of oplichting, al dan niet met een handlanger, waarbij soms gebruik wordt gemaakt van bedreiging of geweld. Omdat hiervoor een vlotte babbel vereist is, spreekt men vaak van een babbeltruc. Op straat zijn toeristen vaak een veelgezocht slachtoffer omdat ze vaak geld bij zich hebben, minder waakzaam zijn omdat ze in vakantiestemming zijn, en kwetsbaarder zijn omdat ze de stad, taal, cultuur en instituties niet kennen. Bij oplichting aan de deur zijn de doelwitten vaak oudere mensen omdat die kwetsbaarder zijn en bovendien vaker thuis zijn. 

## Methode
Babbeltrucs kunnen zowel op straat als aan de deur plaatsvinden. 

### Straattrucs
De oplichter zoekt een slachtoffer uit. Meestal wordt hierbij gezocht naar iemand die duidelijk een toerist is en alleen is. Vervolgens benadert hij of zij het slachtoffer met een verzonnen verhaal om hem of haar geld afhandig te maken. Meestal gaat het om kleine bedragen. Er wordt weinig tijd in de truc gestoken en bij de geringste twijfel, protest, tegenwerking, of tekenen van politieaanwezigheid, haakt de oplichter af om het bij een ander te proberen. Dit is voor mogelijke slachtoffers een belangrijk gegeven om eventuele oplichting in de kiem te smoren. Veelvoorkomende trucs zijn:
- Bedelen waarbij op allerlei manieren op valse wijze sympathie wordt gewonnen:
  - De oplichter doet alsof hij voor een goed doel collecteert en vraagt om geld.
  - Het inzetten van kinderen, wat het tevens een vorm van kinderarbeid en uitbuiting maakt.
  - Troosteloosheid, bijvoorbeeld met zielige verhalen, gefingeerde handicaps of een armoedig en desolaat uiterlijk.
- Oplichting:
  - De oplichter verkoopt kortingsbonnen of tickets die de organisatie zelf al gratis uitdeelt. Vaak werken deze niet of zijn ze door andere oorzaken waardeloos.
  - De oplichter probeert onder valse voorwaarden schade te claimen door zich bijvoorbeeld kermend achter een rijdende auto te laten vallen of tegen het slachtoffer op te lopen waarbij zogenaamd iets kostbaars breekt. Het slachtoffer wordt vervolgens met het dreigement van civiele- of zelfs strafprocedures onder druk gezet te betalen. Handlangers doen alsof ze getuigen zijn en ondersteunen het verhaal van de oplichter.
  - De oplichter verkoopt vriendschapsarmbandjes voor een veel te hoge prijs en onder valse voorwendselen (bijvoorbeeld eerst zeggen dat het gratis is, dan het bandje omknopen, dan geld vragen). Ook andere zaken (zelfportret, show) of ongevraagde diensten (toeristische rondleiding, een foto, handlezen), kunnen op deze wijze worden opgedrongen. Sommige oplichters laten zich van tevoren betalen voor iets dat niet plaats zal vinden (muziekshow, boottocht, etc.).
- Wisseltrucs: 
  - de oplichter doet zich voor als straatverkoper en klampt toeristen aan om zaken te verkopen (vaak electronica of sloffen sigaretten). Wanneer hij betaald wordt, verwisselt hij het echte product vliegensvlug met een waardeloos ding in dezelfde verpakking dat evenveel weegt (stuk straattegel, piepschuim met spijkers voor extra gewicht erin) en poetst de plaat. Een handlanger leidt vaak tijdens of direct na de transactie het slachtoffer af om de oplichter de kans te geven de wisseltruc uit te voeren en weg te komen.
  - De oplichter doet zich voor als geldwisselaar en steelt vervolgens een deel van of al het geld.
  - Een andere truc is de nepagent: de geüniformeerde oplichter 'controleert geld op echtheid' en steelt een deel.
- De oplichter benadert (vaak in uniform) toeristen die een kaartje willen kopen maar de OV-kaartjesautomaat niet begrijpen, en doet alsof hij een OV-medewerker is. Vervolgens verkoopt hij voor een fors bedrag een kinderkaartje, dat weliswaar tourniquets en OV-poortjes opent, maar geen geldig vervoersbewijs voor de toerist is en dus ook nog een boete kan opleveren.
- De oplichter zegt, vaak vanuit een auto dat hij bijna geen brandstof meer heeft en geen geld meer heeft om te tanken. Hij laat toeristen daarom toeristen stoppen om te vragen om geld zodat hij/zij kan tanken en belooft ruil daarvoor gouden sieraden. Hierbij doet hij/zij zich vaak voor als directeur, is deftig gekleed en zit in een auto met een buitenlandse kentekenplaat. In werkelijkheid geeft hij/zij ze nepsieraden en gaat hij er met het geld vandoor. Deze truc wordt ook wel de "gouden ring scam".genoemd. Hij wordt vaak gebruikt op of in de buurt van tankstations, maar ook gewoon op straat.[2]

### Aan de deur
Bij babbeltrucs aan de deur gaat de oplichter huisdeuren af. Met een smoes probeert hij de bewoner geld afhandig te maken of zelfs te beroven, al dan niet met behulp van een handlanger. Veelvoorkomende trucs zijn:
- De oplichter doet alsof hij voor een goed doel collecteert en vraagt om geld.
- De oplichter belt aan en leidt de bewoner af, terwijl een handlanger ongezien binnendringt en kostbaarheden steelt.
- Helpdeskfraude: de oplichter doet zich voor als bankmedewerker, belt het slachtoffer, vraagt om diens pincode en maakt een afspraak om diens bankpas op te halen, omdat er zogenaamd een veiligheidslek in de bankrekening is. Vervolgens wordt de bankpas opgehaald en direct de bankrekening geplunderd.
- De oplichter doet zich voor als reparateur, verkoper of meteropnemer om zo het huis binnen te komen. Vaak werken ze met zijn tweeën waarbij de één het slachtoffer afleidt en aan de praat houdt, en de ander kostbaarheden steelt. Soms kletst de oplichter zichzelf met een smoes het huis binnen waarna hij (soms onder bedreiging van het slachtoffer) kostbaarheden steelt. Hierbij komt het vaak voor dat ook de portemonnee en pinpas worden meegenomen en de rekening van het slachtoffer wordt geplunderd.
- De oplichter doet zich voor als postbode of collectant en laat zich betalen met een mobiel pinapparaat of via een QR-code. Na afloop blijkt een groot bedrag van de bankrekening van het slachtoffer te zijn afgeschreven.
- De oplichter belt het slachtoffer zogenaamd als bankmedewerker met de mededeling dat er verdachte transacties op de rekening van het slachtoffer zijn gedaan en dat de pinpas moet worden opgehaald zodat deze kan worden geblokkeerd. Hierbij vraagt hij ook om de pincode van het slachtoffer omdat hij deze zogenaamd nodig heeft om de pas te kunnen blokkeren. Hiervoor komt hij of een handlanger later langs de deur om zogenaamd de pas op te halen. Terwijl het slachtoffer aan de telefoon blijft en op deze manier wordt afgeleid wordt de pas vervolgens in allerlei winkels gebruikt om dure spullen te kopen met als gevolg dat er een groot bedrag van de rekening wordt afgeschreven.[3]
- De oplichter doet zich voor als politieagent, waarbij hij ook een politie-uniform draagt en beweert dat er in de buurt van het slachtoffer voortdurend wordt ingebroken en zegt dat hij/zij de kostbare spullen en de pinpas van hem/haar komt ophalen om ze veilig op te bergen in een kluis om zo te voorkomen dat ze worden gestolen. Hierbij vraagt hij/zij ook naar de bijbehorende pincode om deze eveneens veilig te stellen. In werkelijk steelt hij hiermee zelf deze spullen en de pinpas met de bijbehorende pincode. Hierna gaat hij met de gestolen pas naar een geldautomaat om een hoog geldbedrag te pinnen van de rekening van het slachtoffer. Hierbij kan het ook voorkomen dat het slachtoffer eerst wordt gebeld door iemand die beweert dat hij van de politie is met de mededeling dat er aanwijzingen zijn dat er mogelijk een inbraak gaat plaatsvinden bij het slachtoffer en dat iemand de spullen en de pinpas komt ophalen om ze veilig te stellen. Ook hierbij steelt deze persoon in werkelijk zelf deze spullen.[4]
- De oplichter doet zich voor als klusjesman en beweert dat er dringend reparaties nodig zijn aan bijvoorbeeld het dak. Vervolgens biedt hij aan deze reparaties te verrichten tegen een gepeperde prijs. De reparaties zijn vaak onnodig, slecht uitgevoerd of zelfs schadelijk, en zowel de dienst als de betaling worden op opdringerige of zelfs intimiderende wijze opgedrongen.[5]